# William Bedford
William Bedford (Memphis, 14 dicembre 1963) è un ex cestista statunitense, professionista nella NBA.

## Carriera
È stato selezionato dai Phoenix Suns al primo giro del Draft NBA 1986 (6ª scelta assoluta).

## Statistiche

### College
| Anno      | Squadra        | PG | PT | MP   | TC%  | 3P% | TL%  | RP  | AP  | PRP | SP  | PP   |
| --------- | -------------- | -- | -- | ---- | ---- | --- | ---- | --- | --- | --- | --- | ---- |
| 1983-1984 | Memphis Tigers | 26 | -  | 26,3 | 57,8 | -   | 53,6 | 5,3 | 0,6 | 0,3 | 2,2 | 9,5  |
| 1984-1985 | Memphis Tigers | 35 | -  | 31,4 | 54,2 | -   | 67,3 | 7,6 | 0,9 | 0,4 | 2,6 | 12,2 |
| 1985-1986 | Memphis Tigers | 32 | -  | 32,4 | 58,4 | -   | 62,8 | 8,5 | 0,6 | 0,3 | 2,7 | 17,3 |
| Carriera  | Carriera       | 93 | -  | 30,3 | 56,7 | -   | 62,6 | 7,3 | 0,7 | 0,3 | 2,5 | 13,2 |

### NBA

#### Regular Season
| Anno      | Squadra           | PG  | PT | MP   | TC%  | 3P%  | TL%  | RP  | AP  | PRP | SP  | PP  |
| --------- | ----------------- | --- | -- | ---- | ---- | ---- | ---- | --- | --- | --- | --- | --- |
| 1986-1987 | Phoenix Suns      | 50  | 18 | 19,6 | 39,7 | 0,0  | 58,1 | 4,9 | 1,1 | 0,4 | 0,7 | 6,7 |
| 1987-1988 | Detroit Pistons   | 38  | 0  | 7,8  | 43,6 | -    | 56,5 | 1,7 | 0,1 | 0,2 | 0,4 | 2,7 |
| 1989-1990 | Detroit Pistons   | 42  | 0  | 5,9  | 43,2 | 16,7 | 40,9 | 1,4 | 0,1 | 0,1 | 0,4 | 2,8 |
| 1990-1991 | Detroit Pistons   | 60  | 4  | 9,4  | 43,8 | 38,5 | 70,5 | 2,2 | 0,5 | 0,0 | 0,6 | 4,5 |
| 1991-1992 | Detroit Pistons   | 32  | 8  | 11,3 | 41,3 | 0,0  | 63,6 | 2,0 | 0,4 | 0,2 | 0,6 | 3,6 |
| 1992-1993 | San Antonio Spurs | 16  | 0  | 4,1  | 33,3 | 100  | 50,0 | 0,6 | 0,0 | 0,0 | 0,1 | 1,6 |
| Carriera  | Carriera          | 238 | 30 | 10,6 | 41,6 | 31,8 | 60,5 | 2,4 | 0,5 | 0,2 | 0,5 | 4,1 |

#### Playoffs
| Anno     | Squadra         | PG | PT | MP  | TC%  | 3P% | TL%  | RP  | AP  | PRP | SP  | PP  |
| -------- | --------------- | -- | -- | --- | ---- | --- | ---- | --- | --- | --- | --- | --- |
| 1990     | Detroit Pistons | 5  | 0  | 3,8 | 16,7 | -   | 100  | 0,4 | 0,0 | 0,0 | 0,2 | 0,8 |
| 1991     | Detroit Pistons | 8  | 3  | 8,1 | 20,8 | 0,0 | 64,3 | 2,8 | 0,5 | 0,3 | 0,5 | 2,4 |
| 1992     | Detroit Pistons | 1  | 0  | 9,0 | 50,0 | -   | -    | 2,0 | 0,0 | 1,0 | 0,0 | 6,0 |
| Carriera | Carriera        | 14 | 3  | 6,6 | 25,0 | 0,0 | 68,8 | 1,9 | 0,3 | 0,2 | 0,4 | 2,1 |

## Palmarès
- NCAA AP All-America Third Team (1986)
- Campionato NBA: 1

Detroit Pistons: 1990